# Péruwelz
Péruwelz é uma cidade e um município da Bélgica localizado no distrito de Tournai, província de Hainaut, região da Valônia.

## Localidades
|  | - Péruwelz (I.) - Bon-Secours (II.) - Roucourt (III.) - Bury (IV.) - Braffe (V.) - Baugnies (VI.) - Wasmes-Audemez-Briffoeil (VII.) - Brasmenil (VIII.) - Wiers (IX.) - Callenelle (X.) |